# 揚州教案
揚州教案（ようしゅうきようあん）は、1868年に江蘇省揚州府江都県広陵で発生した教案（反キリスト教事件）。

## 背景
1868年、フランスのカトリック教会が揚州の三義閣に育嬰堂（孤児院）を開設し、大量の孤児を収容していた。半年間に24名が死亡したが、民衆の間に宣教師が食したとのうわさが広がった。8月初旬、ハドソン・テイラーがジョージ・ダンカン、ウィリアム・デヴィッド・ラドランド、ヘンリー・リードら中国奥地伝道団のメンバーを引き連れて揚州に到着した。市街の住宅を借りて揚州で初めての教会を設立したが、生員など知識人はビラを貼ってキリスト教の駆逐を要求した。

## 経過
8月22日の晩、揚州の教会は8千から1万人の群衆に包囲された。群衆は刀や棍棒を手にし、レンガを投げつけた。テイラーとダンカンは知府のもとに逃れて保護を求めた。群衆は屋内に侵入して器物を破壊し、火を付けた。脱出する際にテイラーの妻マリアが腿に傷を負い、エミリー・ブラッチリーが負傷した。翌日の午後に県の役人が駕籠を用意して宣教師たちを南門まで送り、宣教師たちは鎮江に去った。

## 交渉と影響
イギリスの駐上海領事のサー・ウォルター・ヘンリー・メドハーストは事件の発生を知ると即座に揚州を訪れ、9月2日から揚州知府と交渉を行ったが満足いく回答を得られなかった。9月11日、メドハーストは護衛の軍艦リナルド号とともに南京に到着し、両江総督曽国藩と交渉を開始した。しかし12日の午後、リナルド号の艦長が病気になったため上海に引き返し、曽国藩ももうメドハーストに会おうとしなかったために、メドハーストは上海に帰った。駐清公使のラザフォード・オールコックは総理各国事務衙門に照会し、南京の当局に対応を要求した。11月8日、メドハーストは4隻の軍艦を引き連れて南京に乗り込んだ。曽国藩と後任の両江総督馬新貽はメドハーストの要求を受諾し、揚州の地方官を罷免し、損害を賠償すると発表した。メドハーストの軍艦2隻と300人の兵士は揚州に入り、もてなしを受けた。11月28日に教会の損害を賠償し、住宅を修復し、教会を保護し、事件に関わった者を処罰することで決着し、宣教師たちに対しては揚州に帰還するように要請がなされた。